# Myrmica hirsuta
Myrmica hirsuta (лат.) — вид мелких муравьёв рода Myrmica длиной около 4—5 мм. Уязвимый вид, внесённый в Международную Красную книгу МСОП.

## Распространение
Европа.

## Систематика
Близок к таксонам видового комплекса Myrmica sabuleti-complex, из группы видов Myrmica scabrinodis-group. Этот вид был впервые описан в 1978 году английским мирмекологом Грэхемом Элмсом (Elmes, G. W.) по самкам и самцам.
Рабочие были найдены и описаны только спустя 16 лет в 1994 году.

## Биология
Социальный паразит (каста рабочих есть, но они продуцируются и обнаруживаются очень редко), облигатный инквилин в гнездах Myrmica sabuleti.

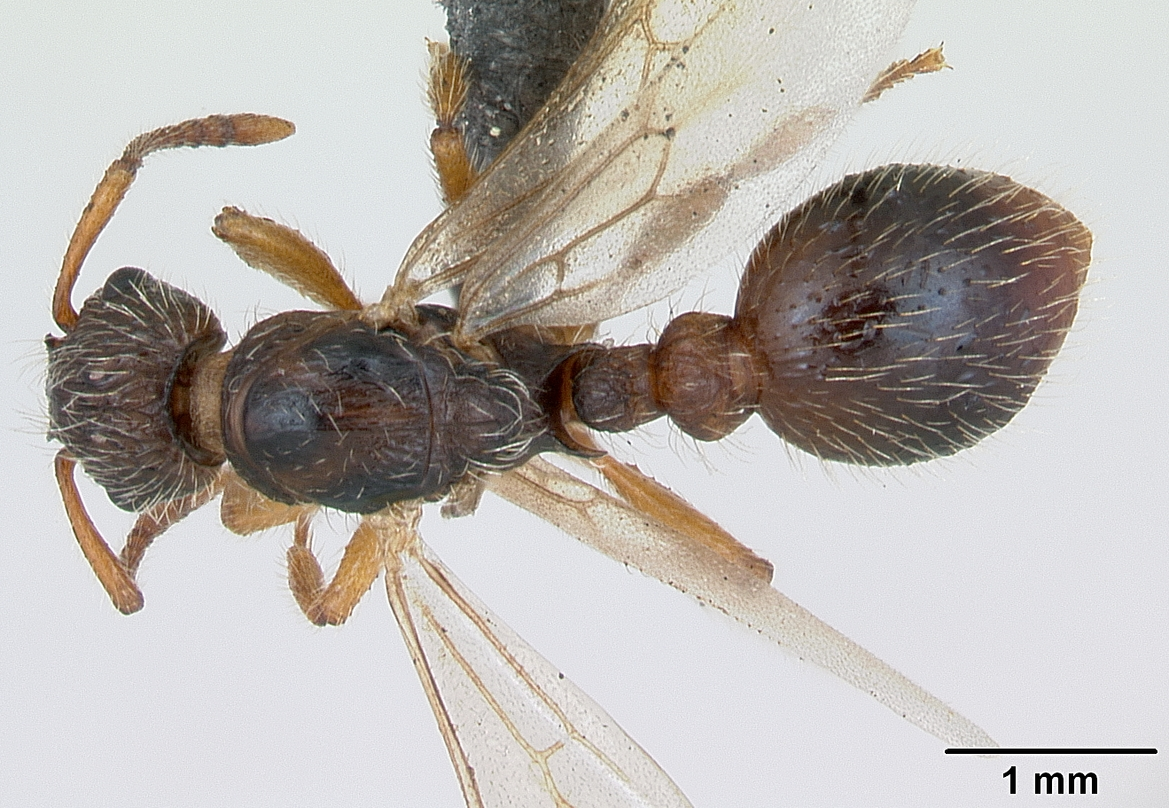
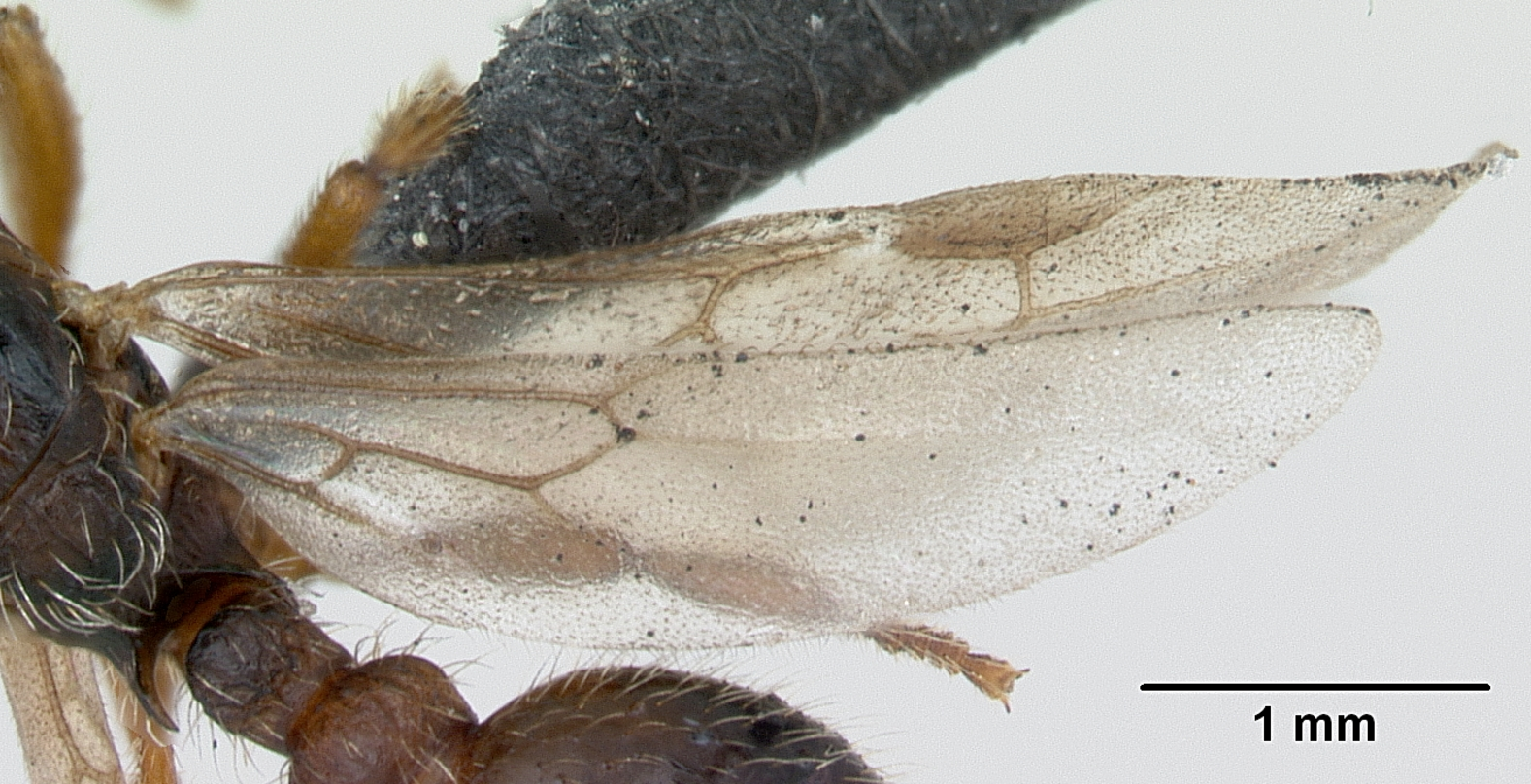
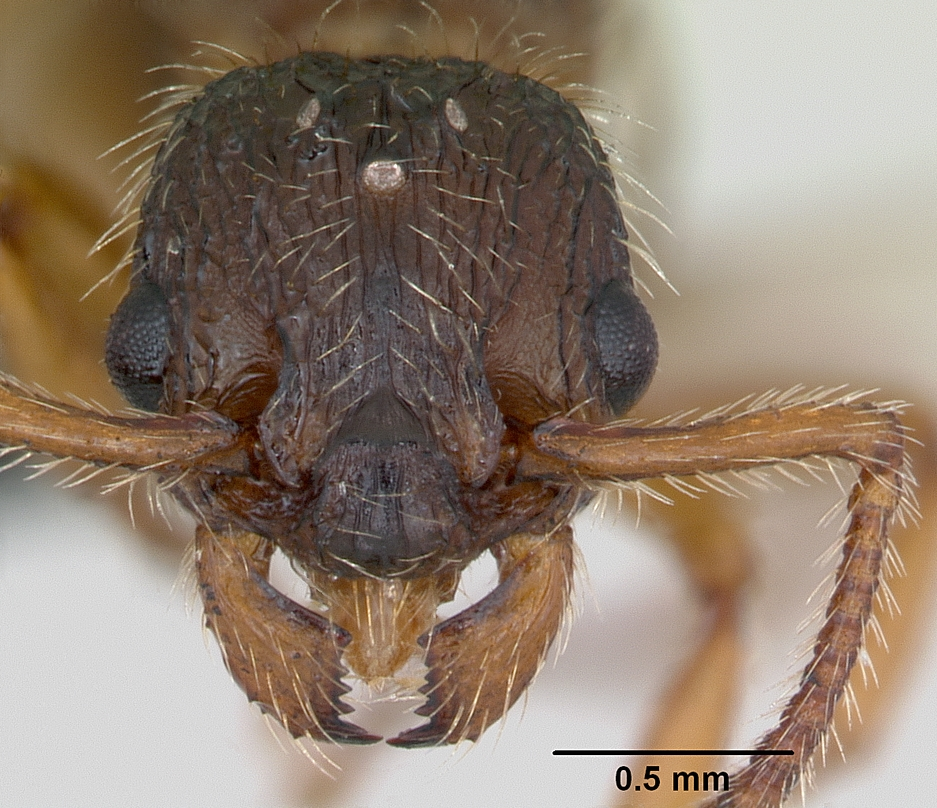